# (17859) Galinaryabova
(17859) Galinaryabova est un astéroïde de la ceinture principale.

## Description
(17859) Galinaryabova est un astéroïde de la ceinture principale. Il fut découvert le 22 mai 1998 à la station Anderson Mesa par le programme LONEOS. Il présente une orbite caractérisée par un demi-grand axe de 3,06 UA, une excentricité de 0,06 et une inclinaison de 10,4° par rapport à l'écliptique.

## Compléments